# Амкуяха
Амкуяха (устар. Амку-Яга) — река в России, протекает по Сургутскому району Ханты-Мансийского АО. Устье реки находится в 110 км по левому берегу реки Лямин. Длина реки составляет 47 км.
В 1 км от устья по левому берегу впадает река Коръячияун.

## Данные водного реестра
По данным государственного водного реестра России относится к Верхнеобскому бассейновому округу, водохозяйственный участок реки — Обь от города Нефтеюганск до впадения реки Иртыш, речной подбассейн реки — Обь ниже Ваха до впадения Иртыша. Речной бассейн реки — (Верхняя) Обь до впадения Иртыша.
Код объекта в государственном водном реестре — 13011100212115200046850.